# فرشتگان بهتر طبیعت ما
فرشتگان بهتر طبیعت ما (انگلیسی: The Better Angels of Our Nature) کتابی است که در سال ۲۰۱۱ توسط استیون پینکر نوشته شده‌است، که در آن نویسنده استدلال می‌کند که خشونت در جهان هم در بلندمدت و هم در کوتاه‌مدت کاهش یافته‌است و توضیحاتی در مورد چرایی وقوع آن ارائه می‌دهد. این کتاب از داده‌هایی استفاده می‌کند که به سادگی کاهش خشونت را در طول زمان و جغرافیا ثبت می‌کند. این کتاب تصویری از کاهش شدید خشونت در همه اشکال، از جنگ تا بهبود رفتار با کودکان را به تصویر می‌کشد. او نقش انحصار دولت ملی بر زور، بازرگانی (با ارزش تر شدن مردم دیگر زنده تا مرده)، افزایش سواد و ترویج همدلی تحت تأثیر رسانه‌های جمعی برجسته می‌کند. همچنین افزایش جهت‌گیری منطقی برای عقلانیت به عنوان دلایل احتمالی این کاهش خشونت است. او خاطرنشان می‌کند که به‌طور پارادوکس، تصور ما از خشونت این کاهش را دنبال نکرده‌است، شاید به دلیل افزایش ارتباطات، کاهش بیشتر اجتناب‌ناپذیر نباشد، اما مشروط است به نیروهایی که انگیزه‌های بهتر ما مانند همدلی و افزایش عقل را مهار می‌کنند.
این کتاب در سال ۱۳۹۹ با ترجمهٔ مرتضی مردیها توسط انتشارات تمدن علمی به زبان فارسی منتشر شده‌است.